# Bijouterie

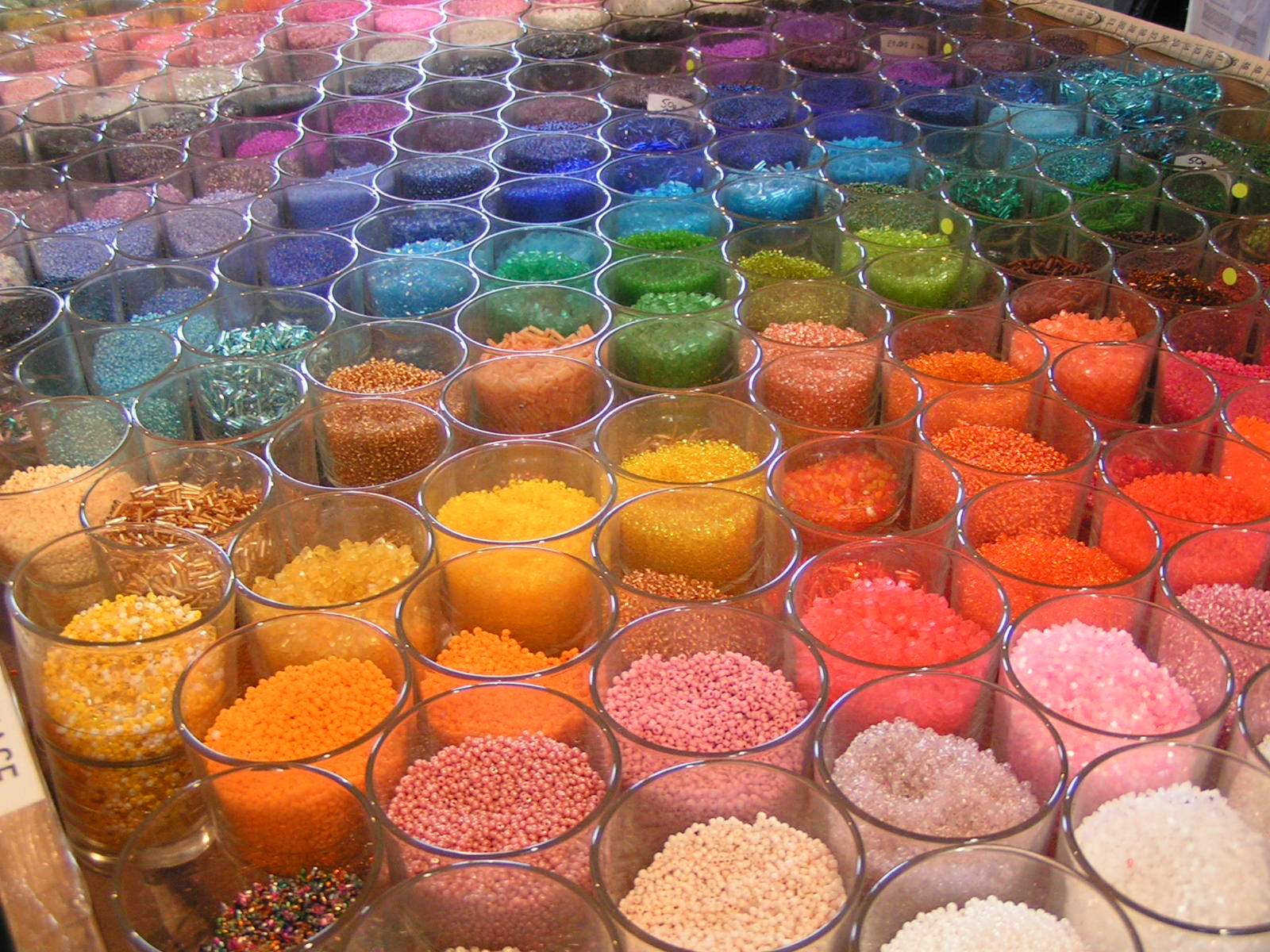
Perlen unterschiedlichster Art in einer Bijouterie zur Herstellung von Modeschmuck

Eine Bijouterie ist ein Unternehmen (Handwerksbetrieb oder Manufaktur) zur Herstellung von Schmuckgegenständen. Synonym wird die Bezeichnung auch für Goldschmiede- und Juwelierarbeiten selbst verwendet. Das Wort leitet sich vom französischen bijou für Kleinod oder bijoutier, bijoutière (Juwelier) ab.
Anfang des 20. Jahrhunderts erfuhr das Wort einen Bedeutungswandel in Richtung Modeschmuck und industriell hergestellte Schmuckwaren bzw. für Geschäfte, in denen solcher Schmuck verkauft wird. Damit ist nun auch die Verwendung unedler Metalle und weiterer Materialien verbunden.
Es bezeichnet vor allem im österreichischen und Schweizer Sprachgebrauch keine reinen Goldschmiedebetriebe mehr, vielmehr Schmuckhandel oder Juwelierladen.
Bekannt sind zum Beispiel die Bijouteriewarenfabrik Theodor Fahrner und Levinger & Bissinger aus Pforzheim oder die „Gablonzer Bijouterie“, auch Gablonzer Glasbijouterie (werblich französisch Bijoux de Bohême) oder Gablonzer Industrie genannt. Die Fertigung von Glasschmuck hat im nordböhmischen Gablonz, heute Jablonec nad Nisou in Tschechien (tschechisch Jablonecká bižuterie), und den umliegenden Orten des Isergebirges eine lange Tradition. Nach der Vertreibung 1945/46 entstanden auch im bayerischen Kaufbeuren (Ortsteil Neugablonz) und oberösterreichischen Enns Betriebe der Glasschmuckindustrie.
In den Jahren seit Beginn des 20. Jahrhunderts haben die Betriebe aus Gablonz in Böhmen Teile, die zur Herstellung von Modeschmuck verwendet wurden, in die Zentren der Schmuckherstellung – z. B. nach Hanau oder auch an die Firma Corocraft in den USA – ausgeliefert. Diese Lieferungen wurden nach dem Zweiten Weltkrieg wieder erfolgreich aus den neuen Standorten in Bayern und Oberösterreich aufgenommen.